# Orestia apennina
Orestia apennina es una especie de insecto coleóptero de la familia Chrysomelidae. Fue descrita científicamente en 1886 por Weise.